# 黄蝉兰
黄蝉兰（学名：Cymbidium iridioides）为兰科兰属下的一个种。

## 扩展阅读
- 維基物種上的相關：黄蝉兰